# Kleine parelmoervlinder
De kleine parelmoervlinder (Issoria lathonia) is een dagvlinder uit de familie Nymphalidae (vossen, parelmoervlinders en weerschijnvlinders).

## Kenmerken
De kleine parelmoervlinder is een opvallende vlinder door de spiegels op de onderkant van zijn vleugels. De vorm van de 19-23 mm brede vleugels is een beetje hoekig. De bovenkant van de vleugels toont een stippenpatroon.
De snelgroeiende rups wordt tot 3 cm lang. Zijn lijf is zwart met veel kleine lichte plekken. Hierboven komen oranjebruine getakte stekels.

## Verspreiding
De vlinder komt in Midden- en Zuid-Europa voor en Zuid-Scandinavië. Ze ontbreekt op de Middellandse Zee-eilanden, maar komt wel voor op Sicilië. De Kleine parelmoervlinder heeft een voorkeur voor droge, bloemrijke graslanden maar wil ook wel zwerven. Ze komt niet voor in Ierland en Groot-Brittannië (al steekt ze incidenteel wel over vanuit Frankrijk).
Buiten Europa komt ze voor in Noordwest-Afrika, Centraal-Azië, en via Noord-India tot in Zuid-China.
Vanaf zeeniveau tot 2500 meter hoogte in berggebieden kan zij worden aangetroffen.
In Vlaanderen komt ze sinds begin jaren 1990 alleen aan de kust voor, op een beperkte populatie in de Westhoek na. Ze staat op de Vlaamse Rode Lijst dan ook gekenmerkt als bijna in gevaar. Ze is echter in 2004 onverwachts opgedoken in Vlaams Limburg: ruim 120 waarnemingen.
In Nederland is de voornaamste verspreiding in de duinen, al komt de soort ook verspreid voor op de zandgronden landinwaarts en in Zuid-Limburg. In Nederland staat hij als kwetsbaar op de rode lijst.

## Ecologie
De rups van de kleine parelmoervlinder kent alleen viooltjessoorten als waardplant. Het duinviooltje in de duinen en het driekleurig viooltje en het akkerviooltje in het binnenland genieten hierbij de grote voorkeur. Deze viooltjes staan vaak in droge en schrale (duin)graslanden. Daarnaast kan de rups ook worden aangetroffen op langsporig viooltje, maarts viooltje, geel viooltje, zinkviooltje  en tweebloemig viooltje.
De voornaamste nectarbronnen voor de vlinder zijn driekleurig viooltje, jacobskruiskruid, kattenstaart, koninginnenkruid, slangenkruid, vlinderstruik en watermunt. De vlinder is hierin echter niet kieskeurig en bezoekt ook zo'n dertigtal andere plantensoorten. Deze voedselplanten staan meestal in nattige, moerasachtige terreinen.
Voor het overleven heeft deze vlinder beide terreinen in de nabijheid van elkaar nodig. Ze heeft eveneens onbegroeid terrein nodig om te zonnen.

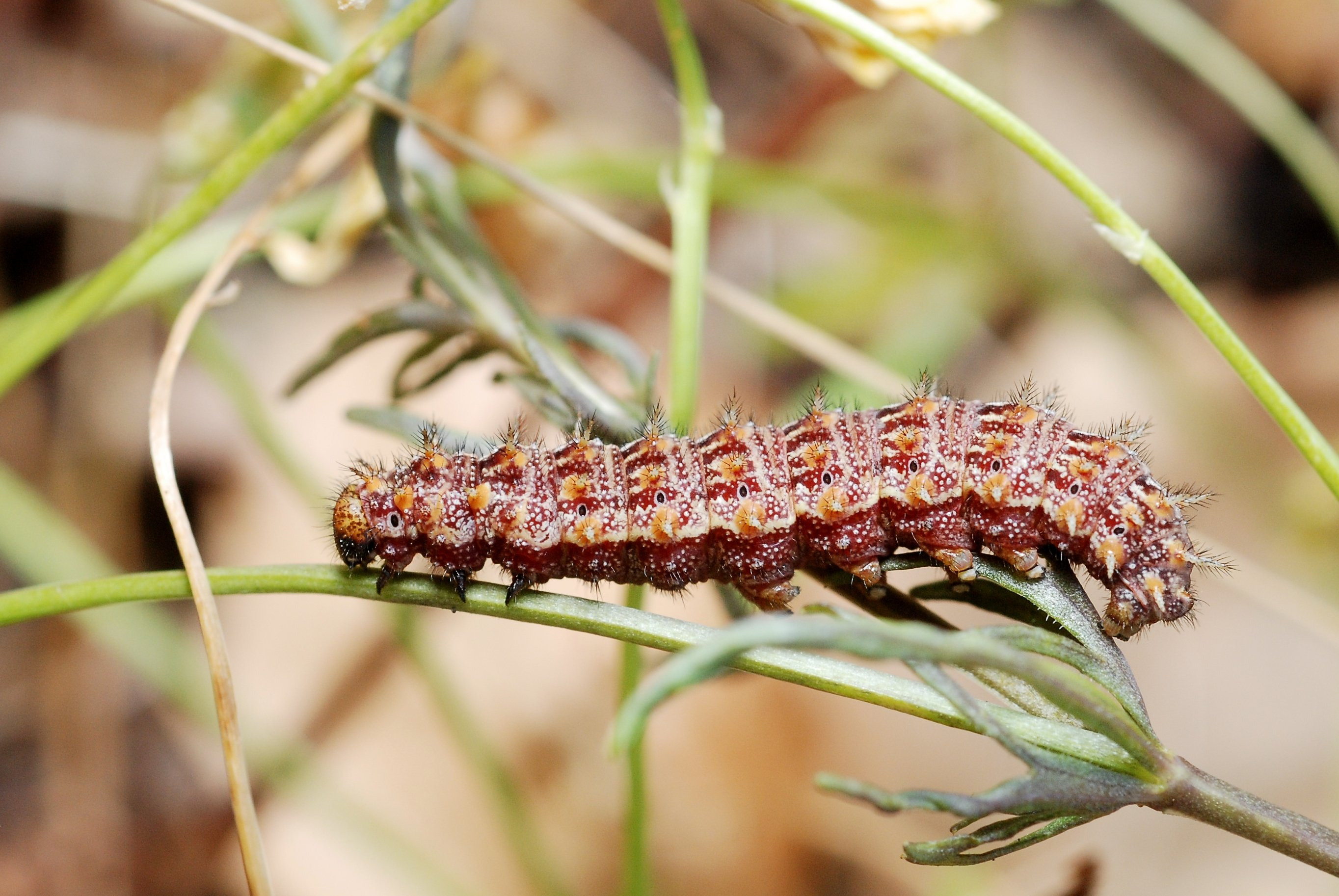
Rups op zinkviooltje

## Levenscyclus
De eitjes worden door het vrouwtje elk afzonderlijk op de onderzijde van een viooltjesblad afgezet.
Het verpoppen gebeurt in een los spinsel vlak bij de grond.
De vliegtijd is van april tot in oktober. Er zijn drie generaties per jaar: begin april, in juni en de laatste in september en begin oktober. Deze generaties kunnen samenvallen. De laatst generatie overwintert als rups op de waardplant. De zomergeneratie is vaak iets groter dan de lentegeneratie. Het aantal generaties per jaar kan ook twee of vier zijn. 